# NGC 5684
NGC 5684 is een lensvormig sterrenstelsel in het sterrenbeeld Ossenhoeder. Het hemelobject werd op 1 mei 1785 ontdekt door de Duits-Britse astronoom William Herschel.

## Synoniemen
- UGC 9402
- MCG 6-32-73
- ZWG 192.46
- PGC 52179